# Matthias Liljequist
Matthias Svensson Liljequist, född 9 december 1800 i Solberga socken, död 15 juli 1857 i Ystad, var en klavermakare i Stockholm (1833–1836), Malmö (1836–1839), Kristianstad (1839–1844).

## Biografi
Liljequist föddes 9 december 1800 i Solberga socken. Han var son till Sven Mattsson och Inger Mattsdotter. År 1814 flyttade han till Örsjö socken.
År 1832 var han gesäll hos instrumentmakaren Johan Eric Berglöf i Stockholm. Bosatte sig 1836 i Malmö. 1839 flyttade familjen till Kristianstad. Familjen flyttade 1844 till Ystad.
Flyttade 1853 till Simrishamn och bodde på nummer 1, 2. Flyttade 1854 till nummer 5. Liljequist avled 15 juli 1857 i Ystad.
Liljequist gifte sig med Fredrika Vilhelmina Lorentz (född 1816). De fick tillsammans barnen Johan Fredrik (född 1836), Mathilda Augusta Vilhelmina (född 1838), Johanna Charlotta (född 1844) och Carl Olof (född 1848).